# Junior Bridgeman
Ulysses Lee Bridgeman, detto Junior (East Chicago, 17 settembre 1953 – Louisville, 11 marzo 2025), è stato un cestista statunitense, professionista nella NBA.

## Carriera
Venne selezionato dai Los Angeles Lakers al primo giro del Draft NBA 1975 (8ª scelta assoluta).